# Spiraserpula lineatuba
Spiraserpula lineatuba är en ringmaskart som först beskrevs av Ian Rothwell Straughan 1967.  Spiraserpula lineatuba ingår i släktet Spiraserpula och familjen Serpulidae. Inga underarter finns listade i Catalogue of Life.